# Башковце (Собранце)
Башковце (слч. Baškovce) насељено је мјесто са административним статусом сеоске општине (слч. obec) у округу Собранце, у Кошичком крају, Словачка Република.

## Становништво
| Година:    | 1994. | 2004.   | 2014.   | 2024.    |
| ---------- | ----- | ------- | ------- | -------- |
| Број људи: | 269   | 261     | 253     | 215      |
| Разлика:   |       | -2,97 % | -3,06 % | -15,01 % |

| Година:    | 2023. | 2024.   |
| ---------- | ----- | ------- |
| Број људи: | 224   | 215     |
| Разлика:   |       | -4,01 % |

Према подацима о броју становника из 2024. године насеље је имало 215 становника.